# Thure Sjöstedt
Thure Sigvard Sjöstedt, född 28 augusti 1903 i Yngsjö, Åhus församling, Kristianstads län, död 2 maj 1956 i Malmö Sankt Pauli församling, Malmöhus län, var en svensk brottare.. 
Sjöstedt blev olympisk guldmedaljör i fri stil 87 kg i Amsterdam 1928 och silvermedaljör i Los Angeles 1932. Sjöstedt representerade BK Kärnan i Limhamn. Han är begravd på Östra kyrkogården i Malmö.